# Викери, Джойс Уинифред
Джойс Уинифред Викери (англ. Joyce Winifred Vickery; 15 декабря 1908, Сидней — 29 мая 1979, Мельбурн) — австралийский ботаник, специалист по таксономии, судебной ботанике и охране окружающей среды.

## Биография
Джойс Уинифред Викери родилась в 1908 году в Сиднее. Она была младшей из четверых детей торговца Джорджа Бегга Викери и его жены Элизабет Алисы Аделины Россбах. Её отец был микроскопистом-любителем и членом Королевского общества Нового Южного Уэльса. Джойс окончила Женский методистский колледж, после чего поступила в Сиднейский университет и в 1931 году получила степень бакалавра, а в 1933 году — магистра. С 1931 года она также работала ассистентом и вела научную работу. В 1930 году она стала членом Линнеевского общества, в том же году основала Биологическое общество Сиднейского университета, а в 1935 году была принята в Королевское общество Нового Южного Уэльса.
Викери много занималась полевыми исследованиями и в 1930-х годах опубликовала, совместно с коллегами, ряд статей на экологические темы. Однако прежде всего её интересовала таксономия. В 1937—1938 годах она занималась исследовательской работой в Англии, в Королевских ботанических садах Кью. Вернувшись в Сидней, она инициировала издание журнала «Contributions from the New South Wales National Herbarium» и стала его главным редактором. Основной областью её научных интересов стали злаки Австралии, классификацией которых она занималась. В 1936 году она стала первой женщиной, получившей должность ботаника в Национальном гербарии Нового Южного Уэльса (National Herbarium of New South Wales), и впоследствии многое сделала для пополнения и систематизации его коллекции.
Джойс Викери нередко сотрудничала с криминалистами в области судебной экспертизы, в том числе при расследовании похищения и убийства Грэма Торна в 1960 году. Идентифицированные ею фрагменты растений на одежде ребёнка и в машине подозреваемого стали основной уликой, приведшей в итоге к его аресту. Викери также волновали проблемы охраны окружающей среды, и она поддерживала организацию заповедников и национальных парков. В 1959 году за исследование рода Poa и семейства Poaceae на территории Австралии она получила докторскую степень. В 1962 году Викери была награждена Орденом Британской империи, а в 1964 году — Медалью Кларка. В 1968 году она вышла на пенсию, но продолжала вести исследовательскую работу.
Джойс Уинифред Викери умерла от рака 29 мая 1979 года. Линнеевское общество Нового Южного Уэльса назвало её именем фонд, созданный благодаря её пожертвованиям и предназначенный для выделения грантов на исследования в области экологии. В честь Джойс Викери назван также род Joycea.